# Manfred Degen (Politiker)
Manfred Degen (* 13. Oktober 1939 in Elbing, Ostpreußen; † 24. September 2022) war ein deutscher Politiker der SPD.

## Ausbildung und Beruf
Nach der Vertreibung aus seiner Heimat kam Manfred Degen 1954 nach Marl. Er absolvierte von 1954 bis 1957 eine Ausbildung als Berglehrling auf der Zeche Auguste Victoria Marl, die er mit der Knappenprüfung 1957 abschloss. Im Anschluss war er bis 1960 Lehrhauer bei gleichzeitigem Besuch der Bergvorschule. Von 1960 bis 1964 arbeitete er im Labor der Chemischen Werke Hüls. Dem Besuch der Berufsaufbauschule schloss sich 1964 die Begabtensonderprüfung an. 
Von 1964 bis 1967 studierte er an der Pädagogischen Hochschule Ruhr in Dortmund. Von 1967 bis 1973 war er Lehrer an Volks-, dann Hauptschulen in Marl-Hamm (Käthe-Kollwitz-Schule und Hermann-Claudius-Schule). Neben seinem Beruf belegte Degen von 1973 bis 1974 ein Zusatzstudium an der Universität Dortmund, das er als Diplom-Pädagoge abschloss. Von 1973 bis 1990 war er Fachbereichsleiter an der VHS Marl.

## Politik
Manfred Degen war ab 1964 Mitglied der SPD. Er war von 1968 bis 1970 Juso-Vorsitzender im Stadtverband Marl. Von 1978 bis 1986 war er Vorsitzender des SPD-Ortsvereins Marl-Drewer-Nord. 
Weitere politische Funktionen:
- 1964 bis 1991: Beisitzer im Bezirksvorstand der Arbeitsgemeinschaft für Sozialdemokraten im Bildungsbereich (AfB) in der SPD, Bezirk Westliches Westfalen, von 1991 bis 2000 Vorsitzender der Arbeitsgemeinschaft
- 1969 bis 1973: Mitglied im Rat der Stadt Marl
- 1974 bis 1976: Stellvertretender Vorsitzender des SPD-Stadtverbandes Marl
- Ab 1978: Mitglied im Unterbezirksvorstand der AfB und ab 2000 Beisitzer im Bundesvorstand der AfB
- 1984 bis 1996: Vorsitzender des SPD-Stadtverbandes Marl, im Vorstand ab 1970
- 1992 bis 1998: Mitglied im SPD-Bezirksvorstand Westliches Westfalen

Degen war ab 1965 Mitglied der GEW und Mitglied der AWO ab 1969. Ferner war er Mitglied der Gemeinnützigen Gesellschaft Gesamtschule ab 1974.
Manfred Degen war vom 31. Mai 1990 bis zum 2. Juni 2005 direkt gewähltes Mitglied des 11., 12. und 13. Landtags von Nordrhein-Westfalen.